# Ayana Friedman
Ayana Friedman (hebräisch איאנה פרידמן; geboren als Ayana Wirtheim am 28. Juni 1950 in Haifa) ist eine israelische bildende Künstlerin.

## Leben
Ayana Wirtheim wurde als Tochter einer Holocaustüberlebenden geboren. Sie studierte ab 1970 Kunst an der Hebräischen Universität Jerusalem und arbeitete ab 1977 in der Erwachsenenbildung des Israel-Museums in Jerusalem. Von 1982 bis 1984 hielt sie sich am Fiberworks Center for Textile Arts der John F. Kennedy University in Berkeley auf und 1988/1989 am City College of San Francisco. Ab 1994 gab sie Kurse in der Ausbildung des israelischen diplomatischen Dienstes, 1995 war sie Gastdozentin am Kaye Academical College of Education in Beʾer Scheva sowie am Jewish Museum New York.
Sie war mehrfach als Gastkuratorin mit Ausstellungen im Israel-Museum beauftragt und arbeitete ab 1994 als Kuratorin in der Navon Gallery in Neve Ilan. Sie schrieb für die Zeitungen ʿAl HaMischmar und Qol Jeruschalajim und für die Kunstzeitschriften Studio und Mishkafayim.
In ihrer bildnerischen Kunst setzt sich Friedman mit dem Holocaust auseinander und auch generell mit der Unterdrückung der Frau. Sie thematisiert die Identitätsfindung und das Älterwerden. Anfänglich arbeitete sie in filigranen Skulpturen, später mit großformatigen Installationen. Sie entwarf auch Gebetsriemen für Frauen.

## Schriften, Kataloge (Auswahl)
- Ayana Friedman - Publications
- Mishpaḥah meʾod meyuḥedet. Illustrationen Siliyah Yitsḥaḳ. Yehud Monoson: Ofir Bikurim, 2015 (hebräisch; Übersetzung des Titels: Eine einzigartige Familie)